# 許鎧
許鎧（1476年—？），字子完，湖廣永州府道州人，民籍，明朝政治人物。

## 生平
湖廣鄉試第五十四名舉人。正德六年（1511年）中式辛未科會試第二百三十一名，登第三甲第二百零七名進士。

## 家族
曾祖許敬；祖父許孔宣；父許文浩，母文氏。永感下。